# Rio Esla
O Esla é um rio das províncias de Leão e Zamora, no noroeste da Espanha. É um afluente do rio Douro que nasce na Cordilheira Cantábrica.

## Características
É o afluente mais caudaloso do Douro, de tal modo que quando desemboca neste, apresenta maior volume de água que o próprio Douro. Um dito popular na região diz: "el Esla lleva el agua y el Duero la fama". 
Na época da dominação romana, este rio tinha o nome de Astura.

## Principais afluentes
- Rio Bernesga
- Rio Cea
- Rio Órbigo
- Rio Porma
- Rio Tera
- Rio Aliste